# Ricard Imbernon
Ricard Imbernon Rios (* 21. Dezember 1975) ist ein andorranischer Fußballspieler.
Imbernon spielt aktuell beim UE Sant Julià in Andorra. Zwischen 1997 und 1999 spielte er zwei Saisons beim CE Principat. Zwischen 2000 und 2003 spielte er vermutlich bei unterklassigen spanischen Vereinen. Für die Nationalmannschaft Andorras kam er bisher zu 2 Länderspieleinsätzen.